# Radioscopie
Radioscopie és un programa de ràdio cultural creat per Jacques Chancel el 5 d'octubre de 1968 i que fou transmès per France Inter tots els dies feiners entre les 17 i les 18 hores fins al 1982, després de 1988 fins al 5 de gener de 1990. El programa en què Jacques Chancel parlava amb els convidats era especialment conegut i la majoria de les personalitats de l'època van estar en antena. En total, hi va haver 2.878 emissions L'estiu de 2015 France Inter va reemetre les Radioscopies els dies de la setmana a les 23h.

## El tema
Durant els primers cinc anys, del 21 d'octubre de 1968 a 1972, un primer tema musical va iniciar el programa amb Almeria fantaisie pour un piano et deux guitares, compost per André Hossein, el pare de l'actor Robert Hossein. Es tracta d'una composició especialment escrita per a l'emissió per Georges Delerue, titulada Radioscopie, que des d'aleshores va iniciar el programa, tema musical en què la veu càlida de Jacques Chancel enuncia el títol de l'espectacle abans que els convidats declinen successivament el seu nom, imitats immediatament per Jacques Chancel.
L'emissió Le Grand Entretien, presentat des de 2010 per François Busnel, semble inspirar-se en aquest concepte. A més, el convidat del programa també va declina el seu nom, com a Radioscopie.

## Els convidats
Cada espectacle estava dedicat a un sol convidat o a diversos convidats. Els primers convidats van ser Roger Vadim, Michèle Morgan, Jean Cau, Romain Gary i Guy des Cars. Jacques Chancel va rebre un total de 3.600 convidats.

## Distincions
Jacques Chancel va rebre un 7 d'or per l'emissió 2.000.

## Els arxius
- Un gran nombre d'entrevistes de Radioscopie foren retranscrites i publicades per éditions Robert Laffont dins la col·lecció J'ai lu. El primer volum ha estat publicat l'1 de gener de 1970, el segon l'1 de gener de 1971 i així.
  - tom 1 : Brigitte Bardot•Jean Daniélou•Sylvain Floirat•Roger Garaudy•Jacques Mitterrand • Fernand Pouillon•Lucien Rebatet•Arthur Rubinstein•Henry de Montherlant•Siné
  - tom 2 : Georges Mathé•Madame Simone•Jeanne Moreau•Jacques Monod•Edgar Faure•Jacques Duclos•Chagall•Albert Naud•Roger Peyrefitte•Maurice Mességué•Marcel Dassault
  - tom 3 : Abel Gance•Max-Pol Fouchet•Jacques Ruffié•Jean Guéhenno•Mme Paul Fort•Léon Zitrone•Jean Lecanuet•Jean-Paul Sartre•Raymond Devos
  - tom 4 : Maurice Genevoix•Jacques Lebreton•Gustave Thibon•Régis Debray•Général Bigeard•Roland Barthes•Simone Veil•Etiemble•Pierre Mendès France•Jean-Paul Escande•Alain Mimoun•Maurice Marois•Valéry Giscard d'Estaing
- Hi ha molts programes disponibles per a la seva descàrrega al lloc web de l'Institut national de l'audiovisuel (INA)[8]
- Una selecció ha estat comercialitzada per l'INA i Radio France en forma de cassettes d'àudio i després en CD, reprenent l'emissió original o presentant opcions temàtiques.[9][10]